# Aliança Nacional LGBTI
A Aliança Nacional LGBTI é uma organização da sociedade civil sem fins lucrativos e pluripartidária do Brasil, legalmente registrada em 2003. Desde 2009, atua nacionalmente como uma rede na promoção e defesa dos direitos humanos e da cidadania da comunidade LGBTI+ brasileira, a rede conta com coordenações estaduais, distritais e municipais e de diversas áreas temáticas.
A rede organiza ações como o programa Voto com Orgulho, que registra candidaturas de pessoas LGBTI+ em todo Brasil. Nas eleições gerais em 2022, 21 candidaturas LGBT foram eleitas, incluindo os governadores Eduardo Leite e Fátima Bezerra.
Em 2018, a Aliança Nacional LGBTI e a Rede GayLatino, com apoio da UNAIDS Brasil, lançaram o Manual de Comunicação LGBTI+. O lançamento ocorreu no Senado Federal, durante audiência pública da Comissão de Direitos Humanos, na véspera do Dia Internacional de Enfrentamento à LGBTIfobia.
A rede ajudou a organizar seminários e palestras sobre diversidade sexual. Em novembro de 2019, a Aliança Nacional LGBTI+, em parceria com outras entidades, realizou o Congresso Internacional LGBTI+ na Universidade Federal do Paraná do Rebouças.
Em nome da Aliança Nacional LGBTI, dentre outras entidades, realiza-se diversas cartas abertas. Em 2022, a Aliança Nacional LGBTI integrou-se a Coalizão Nacional LGBTI+ por cidadania, junta a outros grupos.